# Recursos poéticos
El recurso poético es una invención del autor o forma parte de una tradición de carácter artístico que distingue el empleo que se hace del lenguaje para otros menesteres.  
La poesía es la manifestación de la belleza por medio de la palabra si se logra combinar inspiración y composición. La inspiración es el estímulo que genera la creación del texto. La composición es la utilización de la inspiración juntamente con la habilidad de encontrar la palabra adecuada para la expresión. 

## Metáfora
La metáfora es la sustitución de una cosa por otra de significado literal diferente, porque entre los referentes de ambas existe una relación de semejanzas. Se refiere a cuando asocian o equiparan imaginativamente dos elementos o ideas, sin usar nexos comparativos.
Ejemplo: «La chica de cabellos de oro» compara el oro y el cabello rubio, ya que ambos son de color semejante.

## Hipérbaton
Un hipérbaton consiste en invertir el orden lógico o sintáctico de una frase u oración.
Ejemplo: «... Volverán las oscuras golondrinas en tu balcón sus nidos a colgar...» (Gustavo Adolfo Bécquer). El orden lógico sería «Las golondrinas oscuras volverán a colgar sus nidos en tu balcón».

## Comparación
La comparación o símil establece una semejanza entre un elemento real con uno imaginado mediante las palabras «como» y «cual».
Ejemplo: «Estaba tan ocioso como si fuese sábado sin tareas», «Como si fuese un príncipe», «la piel blanca como la nieve», «negro, como la oscuridad».

## Hipérbole
La hipérbole es una exageración. 
Ejemplo: «Di un salto de 80 metros»., «le di un golpe tan fuerte que hice que la mesa se moviese 3 metros». «Sonrisa de oreja a oreja». «No hay extensión más grande que mi herida». ETC...

## Metonimia
La metonimia se refiere a la sustitución de un término por otro porque entre los referentes de los dos hay una relación de proximidad
Ejemplo: «Amor me ocupa el seso y los sentidos» (Quevedo). Por el seso o el cerebro se entiende aquí la razón. «Ana fue la alegría de la fiesta» (fue la causa de la alegría de la fiesta).

## Sinécdoque
La sinécdoque es la extensión, la restricción o la alteración del significado de las palabras, de manera que se toma el todo por la parte o al revés, el objeto por la materia de que está hecho o al revés, etc.
Ejemplo: Decir de alguien que trabaja «para ganarse el pan»

## Antítesis
La antítesis es una contradicción aparente.
Ejemplo: «es herida que duele y no se siente» (Quevedo).

## Personificación
La personificación consiste en atribuir cualidades humanas a seres vivos, seres inanimados o a abstracciones.
Ejemplo: ni he pretendido alargar esta muerte que ha nacido.

## Imágenes sensoriales
Las imágenes sensoriales son un recurso literario para dar belleza, profundidad y enriquecer un texto. De acuerdo a su relación con uno de los cinco sentidos, se le llama de los siguientes tipos: 
- Visual: Son palabras asociadas a la vista. Por ejemplo: lindo, alto, hondo, redondo, rojo...
- Auditiva: Aquello que se percibe con el oído. Por ejemplo: sonoro, fuerte, agudo, chillón, ruidoso, grave, musical...
- Táctil: Del sentido del tacto. Por ejemplo: áspero, suave, rugoso, terso, agrietado, cálido, tibio, frío, blando, espinoso...
- Gustativa: Palabras relacionadas con el sentido del gusto. Por ejemplo: rica, dulce, sabrosa, amarga, deliciosa, sabroso, insípido, agridulce...
- Olfativa: Aquellas que pueden ser percibidas por el olfato. Por ejemplo: nauseabundo, perfumado, quemado, aromada, oloroso, fragancia...

## Oxímoron
El oxímoron es un sustantivo que está modificado por un adjetivo de sentido opuesto.
Ejemplo: «Noble ladrón», «luz oscura», «silencio ensordecedor».